# Jimmy Somerville
James William "Jimmy" Somerville (Glasgow, 22 de junio de 1961) es un cantante de pop y compositor británico. Fue vocalista de los grupos Bronski Beat y The Communards antes de continuar su carrera en solitario. Es conocido por su particular voz de falsete.

## Carrera
Nacido en Glasgow, creció en el barrio de Ruchill de la misma ciudad. En 1980 se mudó a Londres. 
En 1983, Somerville cofundó la banda de synth pop Bronski Beat, la cual cosechó varios éxitos en las listas británicas. Su mayor éxito fue Smalltown Boy, que alcanzó el tercer puesto en dichas listas. En el videoclip del sencillo, Somerville hace el papel de un joven homosexual que abandona su pueblo hostil por una ciudad más tolerante y amigable. Esto fue reflejo de la experiencia del propio cantante cuando llegó a Londres, participando en la escena gay de la ciudad y colaborando con el Movimiento LGTB.
Somerville abandonó Bronski Beat en 1985 y formó The Communards con el pianista Richard Coles (en la actualidad vicario de la Iglesia de Inglaterra). El grupo gozó de varios éxitos, incluyendo un cover de la canción Don't Leave Me This Way de Harold Melvin & The Blue Notes, el cual alcanzó la primera posición en las listas inglesas y se convirtió en el sencillo más vendido en el Reino Unido en 1986, con un notable éxito también en otros países europeos. Jimmy además fue corista en la canción Suspicious Minds de Fine Young Cannibals, alcanzando el top 10.
The Communards se disolvió en 1988 y Somerville comenzó una carrera en solitario al año siguiente. Lanzó su álbum debut Read My Lips en noviembre de 1989 con tres éxitos que alcanzaron el top 30, incluyendo la versión de You Make Me Feel de Sylvester, alcanzando el decimocuarto puesto en la listas británicas. También colaboró con el proyecto Band Aid a finales de ese mismo año.
En noviembre de 1990, lanza su primer álbum recopilatorio The Singles Collection 1984-1990, mezclando sus sencillos en solitario con otros de Bronski Beat y The Communards, cosechando un notable éxito y alcanzando el cuarto puesto en las listas de su país. El álbum incluye una versión de la canción To Love Somebody de Bee Gees, alcanzando el top 10. Además, en el mismo año, Somerville contribuyó en el tributo a Cole Porter con la canción From This Moment On del álbum Red Hot + Blue, producido por Red Hot Organization, donando los beneficios a la investigación para la cura del sida.
En 1991 fue corista de la canción Why Aren't You in Love With Me? del álbum Ripe de la banda vástago de The Communards llamada Banderas. El dúo de Banderas, Caroline Buckley y Sally Herbert, habían formado parte de la banda de Somerville. 
Tras esto, desapareció de los medios durante varios años, regresando en 1995 con el álbum Dare To Love, que incluyó Heartbeat (top 30 y número uno en las listas dance de Estados Unidos), Hurts So Good y By Your Side, aunque el éxito comercial estaba empezando a agotarse y su contrato con London Records, el cual había firmado durante más de una década, llegó a su fin.
Un nuevo sencillo, Dark Sky, fue lanzado en 1997 y alcanzó el top 100 en las listas inglesas. Su tercer álbum, Manage The Damage, fue lanzado en 1999 por Gut Records, aunque no alcanzó éxito alguno. Su cuarto álbum, Home Again, fue lanzado en 2004.

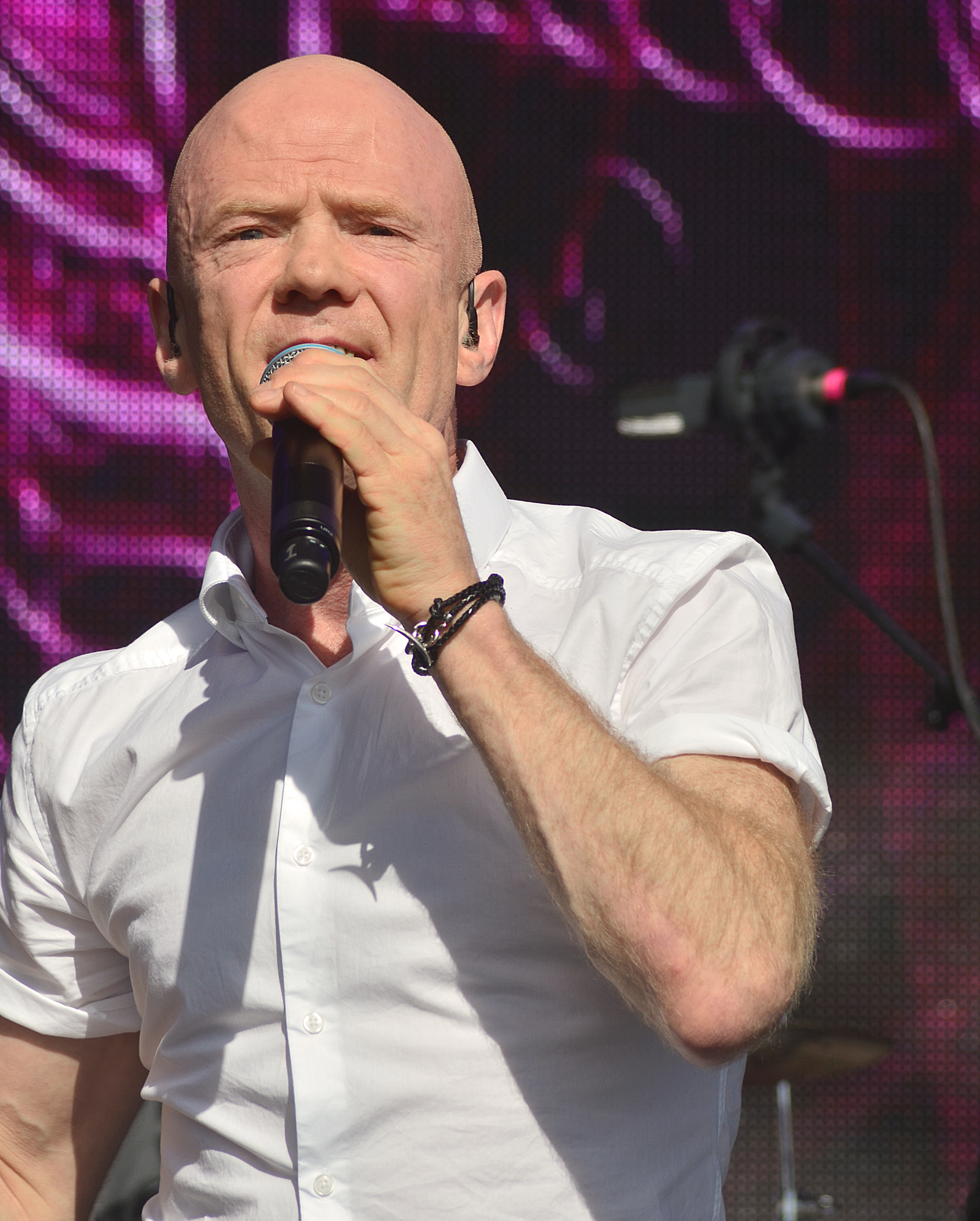
Somerville en 2015.

## Discografía
| Álbumes de estudio en solitario | Álbumes de estudio en solitario       | Álbumes de estudio en solitario       | Álbumes de estudio en solitario       |
| ------------------------------- | ------------------------------------- | ------------------------------------- | ------------------------------------- |
| Año                             | Título                                | Título                                | Título                                |
| 1989                            | Read My Lips                          | Read My Lips                          | Read My Lips                          |
| 1995                            | Dare To Love                          | Dare To Love                          | Dare To Love                          |
| 1999                            | Manage The Damage                     | Manage The Damage                     | Manage The Damage                     |
| 2004                            | Home Again                            | Home Again                            | Home Again                            |
| 2009                            | Suddenly Last Summer                  | Suddenly Last Summer                  | Suddenly Last Summer                  |
| 2015                            | Homage                                | Homage                                | Homage                                |
| Otros                           |                                       |                                       |                                       |
| 1984                            | The Age Of Consent (con Bronski Beat) | The Age Of Consent (con Bronski Beat) | The Age Of Consent (con Bronski Beat) |
| 1986                            | Communards (con The Communards)       | Communards (con The Communards)       | Communards (con The Communards)       |
| 1987                            | Red (con The Communards)              | Red (con The Communards)              | Red (con The Communards)              |

### Premios
| Año  | Nominación                                        | Premio                 | Categoría                | Resultado |
| ---- | ------------------------------------------------- | ---------------------- | ------------------------ | --------- |
| 1984 | Framed Youth: The Revenge of the Teenage Perverts | British Film Institute | Grierson Award           | Ganador   |
| 1991 | Él mismo                                          | BRIT Awards            | Mejor Cantante Británico | Nominado  |